# Dirk Ulrich Gilbert
Dirk Ulrich Gilbert (* 1965 in Mainz) ist ein deutscher Betriebswirtschafter und seit Februar 2012 Professor für Allgemeine Betriebswirtschaftslehre, insbesondere Unternehmensethik, an der Universität Hamburg.

## Werdegang
Nach einem Studium der Betriebswirtschaft von 1988 bis 1992 an der Universität Frankfurt wurde Gilbert 1997 mit einer Arbeit zum Thema Konfliktmanagement in international tätigen Unternehmen – ein diskursethischer Ansatz mit Prädikat Summa cum laude promoviert. Von 1998 bis 2003 verfasste er seine Habilitationsschrift zum Thema Vertrauen in strategischen Unternehmensnetzwerken – ein strukturationstheoretischer Ansatz. Nach verschiedenen Tätigkeiten als wissenschaftlicher Assistent, wissenschaftlicher Dozent und Assistenzprofessor erhielt er im Jahr 2005 einen Lehrstuhl für allgemeine Betriebswirtschaftslehre an der Universität Erlangen-Nürnberg. Im Jahr 2012 wechselte er als Hochschullehrer nach Hamburg.

## Arbeitsschwerpunkte
- Internationale Unternehmensethik
- Strategisches Management
- Organisationstheorie
- Global Governance
- Internationale Accountability Standards
- UN Global Compact
- Ethische Reflexion und strategisches Management

## Mitgliedschaften
- Academy of Management
- Academy of International Business
- Deutsches Netzwerk Wirtschaftsethik
- European Group for Organizational Studies
- Society for Business Ethics
- Verband der Hochschullehrer für Betriebswirtschaft
- Editorial Board Member: Business Ethics Quarterly

## Publikationen (Auswahl)
- Gilbert, Dirk Ulrich: Konfliktmanagement in international tätigen Unternehmen, Sternenfels : Verl. Wiss. und Praxis, 1998
- Gilbert, Dirk Ulrich: Vertrauen als Medium der Steuerung in strategischen Unternehmensnetzwerken, Oestrich-Winkel : IIU, 2001